# Zgodovinska fakulteta v Moskvi
Zgodovinska fakulteta v Moskvi (rusko Исторический факультет Московского государственного университета) je javna fakulteta, ki ponuja študij zgodovine in deluje v sklopu Moskovske državne univerze.